# Плагиатство
Плагиатството е претенцията за авторство на произведение, което в действителност е създадено от някого другиго. Въпреки че невинаги може да е свързано с нарушаване на авторско право, плагиатството обикновено се смята за осъдително. От латински понятието „плагиатство“ означава претенцията за авторство на статии, произведения, книги и др., които в действителност вече са създадени от друг автор. Така плагиатът публикува чужда творба или част от нея под свое име. По този начин той започва да придобива незаслужени облаги. В повечето страни плагиатството се наказва от закона. Действащият наказателен кодекс на България (чл. 173, ал. 1) обявява плагиатството за престъпление, като го дефинира така: издаване или използване под свое име или псевдоним на чуждо произведение на науката, литературата и изкуството или значителна част от такова произведение.